# حجة سياسية

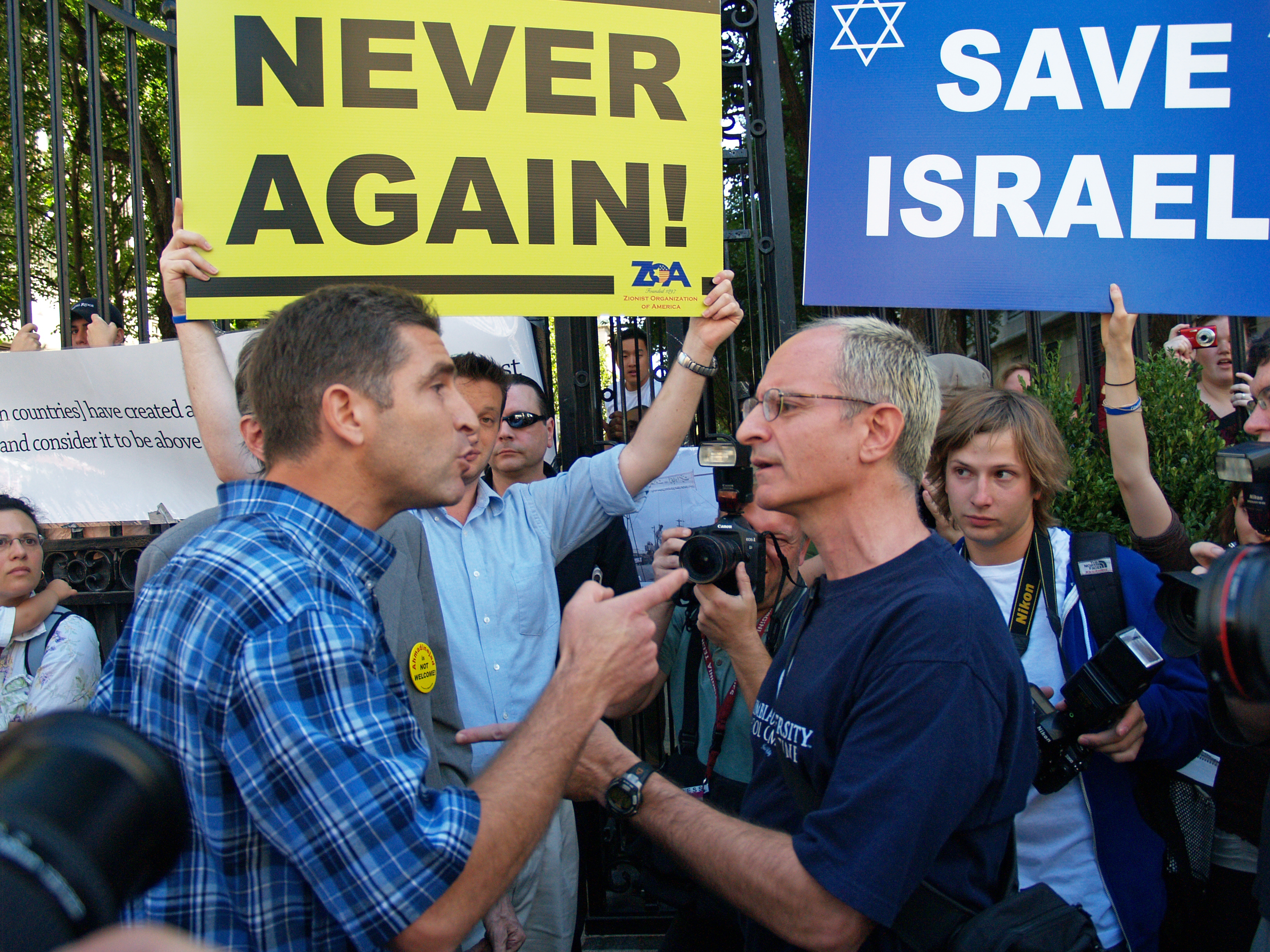
رجلان يتجادلان في السياسة خارج خطاب الرئيس الإيراني محمود أحمدي نجاد في جامعة كولومبيا في عام 2007.

الحجة السياسية هي مثال على الحجة المنطقية التي تطبق في السياسة. يتم استخدام الحجج السياسية من قبل الأكاديميين والنقاد الإعلاميين والمرشحين للمناصب السياسية والمسؤولين الحكوميين. يستخدم المواطنون الحجج السياسية أيضًا في التفاعلات المألوفة للتعليق على الأحداث السياسية وفهمها. في أغلب الأحيان، قد تميل الحجج السياسية إلى أن تكون غير مباشرة، وتكرر نفس الحقائق كافتراضات منطقية تحت مظاهر مختلفة ، تتعلق الكثير من الحجج السياسية بقضايا الضرائب والإنفاق الحكومي.[بحاجة لمصدر]</link>
يجب التمييز بين الحجة السياسية والدعاية، حيث أن الدعاية لها هيكل ضعيف أو معدوم الأساس المنطقي، إذا كان موجودًا من الأساس، فهي مغالطة فادحة.
والمثال الكلاسيكي للحجج السياسية هو تلك الحجج الواردة في الأوراق الفيدرالية التي تدافع عن التصديق على الدستور الأمريكي .
هناك عدة طرق لتصنيف الحجة السياسية:
- بناء على الهيكل المنطقي للحجة.
- بناء على الغرض من الحجة.
- بناء على الموضوع الذي تناولته الحجة.

## الغرض من الحجة السياسية
عادة ما يكون الغرض من الحجة هو التأثير على المعتقدات. يمكن أن تحدث الحجة سياسية في سياق النظرية السياسية. على سبيل المثال، يمكن اعتبار كتاب الأمير نيكولو مكيافيلي بمثابة نصيحة للحكام بناءً على أنواع مختلفة من الحجج. ومع ذلك، فإن الحجة السياسية ليست عمومًا نشاطًا فكريًا بحتًا، لأنها قد تخدم أيضًا الهدف الاستراتيجي المتمثل في الترويج لأجندة سياسية. عادة ما يعتقد المرء أن الحجة السياسية تقتصر على الديمقراطيات، ولكن في الواقع، بعض أنواع الحجج السياسية قد تحدث في الأنظمة غير الديمقراطية، على سبيل المثال، لتشجيع المزيد من التضحيات من قبل السكان، وإن كان من الأرجح في مثل هذه الحالات أن تحل الدعاية محل الحجة. ولكن في ظل النظام الديمقراطي، تعتبر الحجة السياسية ذات أهمية خاصة، حيث أن هناك علاقة مباشرة بين معتقدات المواطنين وهيكل السلطة. علاوة على ذلك، تحدد المؤسسات الديمقراطية جزئيًا العلاقات بين المعتقدات والسلطة. في هذه الحالة، تعتبر الحجة السياسية عنصرًا مهمًا في الإستراتيجية السياسية . ومن الممكن أيضًا أن تحل الدعاية أيضًا محل الحجة في دولة ديمقراطية؛ في الواقع، الكثير من الإعلانات السياسية ليس لها هيكل منطقي واضح، وبناءً على تعريفنا فإنها تندرج تحت مسمى الدعاية.
ترتبط وجهة النظر هذه للحجة السياسية في الديمقراطية ارتباطًا وثيقًا بمشكلة نظرية الخيار الاجتماعي  . وتـأخذ بعين الاعتبار نموذج القرار الاجتماعي من النوع المستخدم في  نظرية الخيار الاجتماعي (مثل المستخدم في ذكر نظرية أرو ). في هذا النموذج، يمتلك المجتمع مجموعة من الأفراد X ويواجه مجموعة من البدائل (السياسية) A والتي تحتاج إلى تصنيف بطريقة ما. الترتيب هو العلاقة R بين عناصر A وهي علاقة متعدية وانعكاسية . لاحظ أن البديلين  b,a يمكن أن تلبي R b و b R a .و إذا كان الحال كذلك، نقول أن R غير مبالٍ بـ a ، b . سيكون لكل فرد x في X تصنيف خاص R x للبدائل في A. ملف التعريف هو أي وظيفة P ترتبط بكل فرد x ترتيب البدائل P x ; وبالتالي فإن الملف الشخصي هو وظيفة من X إلى تصنيفات A. نظام التحكيم (أو الدستور أو نظام التصويت) هو وسيلة لإنتاج تصنيف R soc للمجتمع بأكمله من أي ملف تعريف P. وبالتالي فإن نظام التحكيم هو في حد ذاته وظيفة P → R soc .
على الرغم من أن أي حجة حول السياسة هو إلى حد ما حجة سياسية، فإن الحجة السياسية الفعالة هي التي يمكن فعلا أن تغير في الواقع ترتيب التفضيل الاجتماعي. الحجة السياسية الفعالة هي مفهوم يختلف عن الحجة السياسية الصحيحة .

### مثال
اذا نظرنا الى  نظام مثالي للسياسة الضريبية؛ فإن الضريبة تعتمد على نقطة قطع الضرائب T ، أي أن الأفراد الذين لديهم دخل يزيد عن T يدفعون الضرائب، ولا يدفع أي شخص آخر أي ضرائب. في نظام الحكم الاجتماعي لأغلبية بسيطة، قد يتوقع المرء أنه يمكن تحديد معدل الضريبة الطبيعية T : الدخل المتوسط (زائد 1). ومع ذلك، الحجة السياسية (ربما تعتبر مغالطة) قد تكون محاولة تغيير تصويت الفرد من خلال مصالحهم الاقتصادية بحجة الاستثمار في رأس المال والرفاهية العامة سيزداد عن طريق خفض الضرائب على  مستويات الدخل العالية، وهو ما يؤدي الى رفع ضريبة نقطة القطع.
قد تكون الحجة السياسية غير فعالة ولكن ربما لايزال لديها غرض، على سبيل المثال يمكن ان تكون مبررًا لعمل سياسي لا يحظى بشعبية، أو جزءًا من السرد التاريخي.

## هيكل الحجة السياسية
أي حجة تزعم إثبات شيء ما. وأيضا في حالة الحجج المستخدمة في السياسة، فإن هذا الشيء يعتبر تأكيدًا على عنصر من عناصر المجال العام، مثل السياسة الاقتصادية، والبيئة، والقرارات المتعلقة بالحرب والسلام، والإجهاض، .....إلخ. ولا يمكن أن تبدأ الحجة من المبادئ المنطقية البحتة. الحجة تكون مبنية على المنطلقات الأساسية وبعض الطرق للاستدلال من المنطلقات إلى الاستنتاجات. صحة الحجة في السياسة يمكن تقييمها بطريقتين على الأقل: فمثلا قد يكون بشكل بحت من حيث الدلالة أو من حيث الالتزام بقواعد معينة من الحجة (والتي باستطاعتنا اعتبارها من قواعد العدالة).
من الناحية الدلالية، ينبغي للمرء أن يلاحظ أن بعض الافتراضات المنطقية المستخدمة في الحجة والعلاقات بين التأكيدات في الحجة ترتبط بنماذج محددة بالاقتصاد أو العمليات السياسية. الافتراضات المنطقية الأخرى هي افتراضات أخلاقية: ما إذا كان إجراء معين جيدا أم مرغوبا فيه. على سبيل المثال ، يجب أن تؤخذ الحجج المتعلقة بالحرب في الاعتبار أسئلة حول التهديدات المحددة التي يشكلها الخصم ، واحتمال النجاح ، وتكلفة الحرب ، وما إلى ذلك. من الناحية العملية ، من الصعب للغاية صياغة التقييمات الدلالية البحتة لصلاحية الحجة بطريقة محايدة سياسيا ، لأن المواقف السياسية عادة ما تتضمن الالتزام ببعض نماذج العمليات الاجتماعية والاقتصادية.